# Roger Calmel
Pour les articles homonymes, voir Calmel.
Roger Calmel (né le 13 mai 1920 à Creissan et mort à Paris 14e le 3 juillet 1998) est un compositeur et pédagogue français. 

## Biographie
Originaire du Languedoc, il accomplit ses premières études musicales à Béziers, notamment auprès de l'organiste Paul Fouquet. En 1944, il rejoint Paris pour étudier la composition à l'école César Franck, avant d'entrer au Conservatoire de Paris et remporte les Premiers Prix dans les Classes de Contrepoint et Fugue (classe de Simone Plé-Caussade), Esthétique (classe d'Olivier Messiaen) et Composition (classe de Darius Milhaud). Il complète encore sa formation au contact de Pierre Schaeffer. Il se forge alors un langage musical d'essence atonale, mais s'écarte rapidement du sérialisme.
Il obtient dès 1958, pour son Concerto grosso pour quatuor de saxophones et orchestre, le Grand Prix Musical de la Ville de Paris, puis les années suivantes d'autres prix prestigieux (notamment le Premier Prix de la Confédération musicale de France en 1959 et le Grand Prix de Musique de Chambre de l’Institut de France en 1976). 
Il est nommé professeur à la Maîtrise de Radio-France en 1963, et dirige à partir de 1979 le Conservatoire Darius Milhaud du XIVe arrondissement de Paris. De 1991 à 1998, il est inspecteur des Ateliers Musicaux de la Ville de Paris. Ces activités pédagogiques ont eu une une influence notable sur sa carrière de compositeur. Il a notamment consacré une grande partie de son activité, à partir de 1980, à l'écriture de nombreuses œuvres de musique vocale, à la demande du mouvement À Cœur Joie, des Pueri Cantores et de divers festivals et chorales. Son langage musical opère au cours des années une mutation vers plus de limpidité et des assises tonales plus marquées. 
Il a également créé dans sa commune natale de Sérignan, et dirigé pendant plusieurs années, le Festival de la Côte Languedocienne, consacré à la création contemporaine française. Son attachement au folklore occitan infuse également dans sa musique. 
Il s'éteint le 3 juillet 1998 à Paris, et est inhumé au cimetière de Creissan.

## Œuvre
Le catalogue de Roger Calmel comporte plus de 400 numéros (en regroupant les compositions originales, les ouvrages didactiques et les orchestrations). Son répertoire de composition est varié : Il est compositeurs d'opéras (Le Jeu de l'amour et de la mort, 1966), de nombreux concertos (pour saxophone, pour violoncelle, pour clarinette, pour orgue…), de cantates et d'oratorios, d'œuvres symphoniques, de musique de chambre et d’œuvres pour piano seul.
Son langage musical s'éloigne rapidement de l'avant-garde sérialiste (incarnée en France par Pierre Boulez) au profit d'un compromis basé sur la polytonalité. Son relatif conservatisme musical (qui s'accompagne en ce qui le concerne d'un certain conservatisme social) pourrait expliquer son orientation dans les années 1960 vers l'enseignement, une tendance qui s'observe chez d'autres compositeurs tonaux comme André Jolivet, alors que d'autres comme Georges Delerue s'orientent vers la musique de cinéma. À partir de 1980, le répertoire vocal polyphonique (parfois profane, souvent à caractère sacré) occupe une place de plus en plus importante dans ses compositions.
Son fils Olivier Calmel est également musicien, pianiste mêlant la pratique de l'improvisation et du jazz à une carrière de compositeur prolifique. Il rend hommage à son père dans l'album Immatériel de son groupe Double Celli en 2017, en adaptant librement le prélude des Cinq Rameaux d'Olivier, cycle de pièces faciles pour piano que son père lui a dédié.

### Liste de compositions notables
- Les Alyscamps, épopée symphonique d'après la chanson de geste de Guillaume d'Orange, 1950[7]
- Concerto grosso pour quatuor de saxophones et orchestre, 1958
- Cantate Liberté, sur le poème de Paul Éluard complété de textes de Daniel Duret, 1960[8]
- Cinq poèmes de Senghor, pour voix et petit ensemble, sur des poèmes de Léopold Sédar Senghor, 1964[9]
- Le Jeu de l'Amour et de la Mort, opéra sur un texte Romain Rolland, créé au Grand Théâtre de Bordeaux en 1966[10]
- Concerto pour orgue, cordes et percussion, 1968[11]
- Concerto pour clarinette et orchestre de chambre, 1972
- Trois Rondeaux de Charles d'Orléans, pour chœur a cappella, créé au Festival de la Côte languedocienne en 1975[12]
- Marie au calvaire, oratorio, 1977[13]
- Cinq Rameaux d'Olivier en forme de suite pour piano, pièces faciles publiées en 1980
- Cantate de l'arc en ciel, commande de l'Union Sainte-Cécile, 1982
- Requiem à la mémoire de Marie-Antoinette, pour 2 soli, chœur et orchestre, 1993[14]